# ۷۲۰ (قمری)
۷۲۰ (قمری)، هفتصد و بیستمین سال در گاهشماری هجری قمری است. اول محرم این سال برابر با بیستم فوریه سال ۱۳۲۰ میلادی است.

## درگذشتگان
محمود شبستری